# 青森県道195号喜良市嘉瀬停車場線
青森県道195号喜良市嘉瀬停車場線（あおもりけんどう195ごう きらいちかせていしゃじょうせん）は青森県五所川原市を通る一般県道である。

## 概要
五所川原市金木町喜良市で青森県道2号屏風山内真部線の金木駅方面から連続し、五所川原市金木町嘉瀬で青森県道36号五所川原金木線と重複、津軽鉄道 津軽鉄道線 嘉瀬駅に至る。

### 路線データ
- 起点：五所川原市金木町喜良市[1]
- 終点：嘉瀬停車場[1]

## 歴史
- 1961年（昭和36年）2月10日 - 県道に認定される[1]。

## 路線状況

### 重複区間
- 青森県道36号五所川原金木線（五所川原市金木町嘉瀬 地内）
- 青森県道107号嘉瀬停車場線（五所川原市金木町嘉瀬 - 終点）

## 地理

### 交差する道路
- 青森県道2号屏風山内真部線（起点）
- 青森県道36号五所川原金木線（五所川原市金木町嘉瀬）
- 青森県道36号五所川原金木線・青森県道107号嘉瀬停車場線（五所川原市金木町嘉瀬）

### 沿線の施設
- 津軽鉄道 津軽鉄道線 嘉瀬駅（終点）